# Miss California
Miss California – debiutancki singiel amerykańskiego piosenkarza Dantego Thomasa z gościnnym udziałem Prasa Michela, wydany 27 marca 2001 pod szyldem wytwórni Warner Music Group i umieszczony na debiutanckim albumie studyjnym Thomasa pt. Fly. Utwór napisał Rasheem „Kilo” Pugh, a za produkcję piosenki odpowiadał Vada Nobles.
Utwór stał się międzynarodowym hitem, m.in. trafił na pierwsze miejsce listy przebojów w Danii i Niemczech, na drugie miejsce w Holandii, Belgii i Szwajcarii, trzecie we Francji, czwarte w Austrii, piąte w Australii i Nowej Zelandii, szóste w Szwecji, 13. w Norwegii, 20. we Włoszech i 85. w Stanach Zjednoczonych.

## Lista utworów
CD-Single
1. „Miss California” – 4:08
2. „Miss California” (No Rap Version) – 3:28

CD-Maxi Single
1. „Miss California” (Radio [No Rap]) – 3:28
2. „Miss California” (Radio [With Rap]) – 4:08
3. „Miss California” (Bastone & Bernstein Radio Mix) – 3:08
4. „Miss California” (Bastone & Bernstein Club Mix) – 7:44